# Moda Center
El Moda Center és un pavelló poliesportiu de Portland, Oregon conegut per ser la seu de l'equip de l'NBA, Portland Trail Blazers, encara que també hi juguen els Portland LumberJax de la National Lacrosse League i els Portland Winter Hawks de la Western Hockey League. Té una capacitat de 19.980 espectadors, malgrat estar previst una capacitat de 20.340. La capacitat de 19.980 espectadors és exclusivament per la pràctica del bàsquet, ja que per la resta d'esport res en 17.544.